# ヴィス
株式会社ヴィスは、大阪市北区に本社を置くオフィスデザイン会社。東京証券取引所スタンダード市場上場。

## 概要
事業の柱である「デザイナーズオフィス事業」と新規事業の「VISビル事業」を手掛けている。
「デザイナーズオフィス事業」では、オフィス空間の設計デザインから施工までをワンストップで提供している。また、グラフィックデザインやWEBデザインも提供している。デザイナーズオフィスの累計受注件数は、2011年6月に1,000件、2014年3月に2,000件、2016年3月に3,000件、2017年6月に4,000件、2018年12月に5,000件を達成しており、2020年3月末時点で5,983件である。
「VISビル事業」では、大阪市中央区に建物付き土地を取得し、2020年12月竣工予定でVISビル「The Place」を建設し、レンタルオフィスやコワーキングスペースを提供し、デザインオフィスの認知度向上とビル経営による経営の安定化を企図している。

## 沿革
- 1998年（平成10年）4月 - 有限会社ヴィスを大阪市西区南堀江において設立。
- 1999年（平成11年）1月 - 株式会社ヴィスに改組。主たる事業目的は、商業施設を中心とするデザイン業務。
- 2004年（平成16年）1月 - 主たる事業目的をデザイナーズオフィス業務に変更。
- 2004年（平成16年）9月 - 東京オフィスを新設。
- 2007年（平成19年）12月 - 本社を大阪市西区内で移転。
- 2008年（平成20年）2月 - 本社を二級建築士事務所、東京オフィスを一級建築士事務所として登録。
- 2008年（平成20年）8月 - 名古屋オフィスを新設。
- 2014年（平成26年）2月 - 本社を大阪市北区に移転。
- 2015年（平成27年）6月 - 中国上海市に「美図室内設計(上海)有限公司」を設立（2018年6月29日付で清算)。
- 2015年（平成27年）11月 - 本社を一級建築士事務所として登録。
- 2017年（平成29年）12月 - 大阪市中央区にVISビル事業用の不動産を取得。
- 2020年（令和2年）3月 - 東京証券取引所マザーズ市場に株式上場。
- 2021年（令和3年）3月 - 東京証券取引所市場第二部に市場変更。

## 拠点
- 大阪オフィス：大阪市北区梅田3-4-5 毎日インテシオ8F
- The Place（VISビル）：大阪市中央区西心斎橋1-13-18
- 東京オフィス：東京都港区東新橋2-14-1 NBFコモディオ汐留2F
- 名古屋オフィス：名古屋市中村区名駅1-1-4 JRセントラルタワーズ22F